# Дёблин, Альфред

Почтовая марка ГДР, посвящённая А. Дёблину, 1978, 15 пфеннигов (Михель 2338, Скотт 1928)

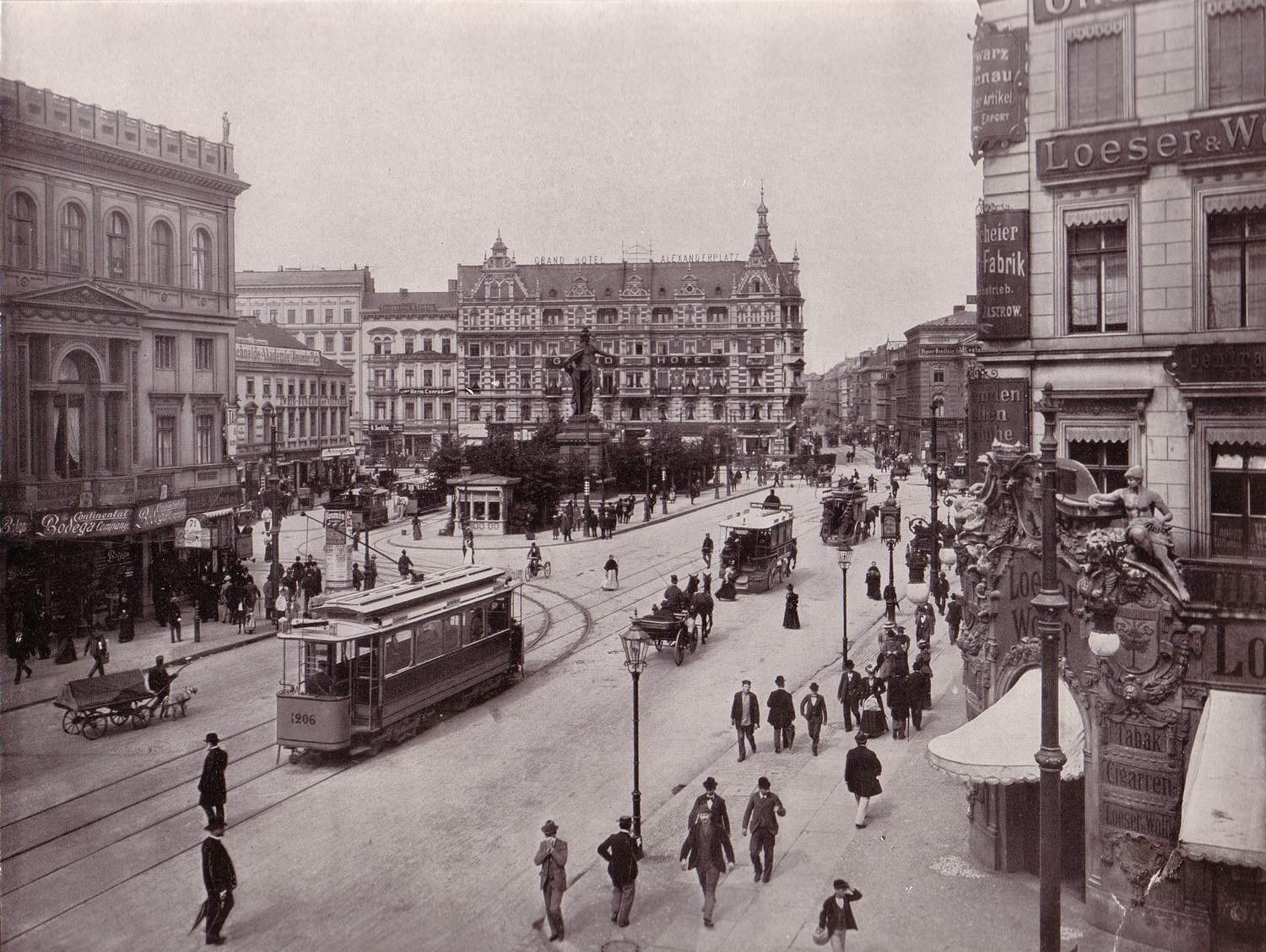
Александерплац, 1903

Альфред Дёблин (нем. Alfred Döblin; 10 августа 1878, Штеттин, Померания, Пруссия, Германская империя — 26 июня 1957, Эммендинген, Баден-Вюртемберг, ФРГ) — немецкий писатель и журналист.

## Биография
Родился в еврейской семье. Отец был небогатым торговцем и впоследствии ушёл из семьи. В 1888 году мать с пятью детьми переехала в Берлин. Альфред учился в университетах Берлина и Фрайбурга. Получив профессию врача-невропатолога, практиковал в Регенсбурге, Фрайбурге, Берлине (в его восточной части, около площади Александерплац).
С 1910 года был близок к экспрессионистам, публиковался в их журнале «Der Sturm» («Буря»). В период Первой мировой войны служил военным врачом в Эльзасе. Позднее жил в Берлине, активно занимался журналистикой. Член Ассоциации немецких писателей, с 1924 её президент. Был близок к молодым писателям Бертольду Брехту, Хансу Хенни Янну; входил в «Группу-1925».
В 1933 году после прихода Гитлера к власти вместе с семьёй переехал в Швейцарию, затем во Францию. В 1936 году получил французское гражданство. В 1940 году через Лиссабон уехал в Лос-Анджелес, начал работать для Голливуда. После самоубийства сына, служившего во французской армии и покончившего с собой, чтобы не попасть в руки нацистов, Дёблин и его жена в 1941 году обратились в католицизм. Помимо погибшего во Франции сына, в семье было ещё четверо детей.
В октябре 1945 года одним из первых эмигрантов вернулся в Европу (Париж, Баден-Баден, Майнц). Печатался в газетах, работал на радио. В круге близких к нему молодых писателей был Гюнтер Грасс. Не приемля реваншистских тенденций в политике ФРГ, Дёблин симпатизировал ГДР, поддерживал отношения с Иоганнесом Бехером. В 1953 году он переехал во Францию. В 1956 году писатель был парализован и больше не выходил из клиники.
Скончался 26 июня 1957 года. Три месяца спустя его жена покончила с собой. И он, и она были похоронены во Франции, рядом с могилой их сына.

## Творчество
Из всего написанного Дёблином наиболее известен роман «Берлин, Александерплац» (1929), в форме коллажа, близкого к технике экспрессионизма и итальянского футуризма, поискам Джойса и Дос Пассоса, воспроизводящий жизнь Берлина 1920-х годов. Он был несколько раз экранизирован (впервые — в 1931) и год за годом включается экспертами в первую пятёрку лучших книг на немецком языке.

## Произведения
- Убийство одуванчика (Die Ermordung einer Butterblume, 1913, рассказы)
- Три прыжка Ван-Луня (Die drei Sprünge des Wang-Lun, 1915, китайский роман, премия Теодора Фонтане)
- Борьба Вадцека с паровой турбиной (Wadzeks Kampf mit der Dampfturbine, 1918, роман)
- Валленштейн (Wallenstein, 1920, исторический роман из эпохи Тридцатилетней войны)
- Горы моря и гиганты (Berge Meere und Giganten, 1924, роман-антиутопия)
- Манас (Manas, 1927, роман на древнеиндийские темы, ритмизованная проза)
- Берлин, Александерплац (Berlin Alexanderplatz, 1929, роман)
- Вавилонская прогулка (Babylonische Wandrung,1934, роман)
- Pardon wird nicht gegeben / Прощения не будет (1935, роман)
- Amazonas-Trilogie / Амазонская трилогия (Das Land ohne Tod / Земля, не знающая смерти; Der blaue Tiger / Синий тигр; Der neue Urwald / Новые джунгли) (1937—1948, исторический роман о завоевании Америки)
- November 1918 / Ноябрь 1918-го («Бюргеры и солдаты», «Народ, который предали», «Возвращение с фронтов», «Карл и Роза») (1939—1950, исторический роман-тетралогия о германской революции)
- Ætheria / Этерия (1949, исторический роман о позднеримской христианской паломнице из Галлии в Палестину IV в.)
- Гамлет, или Долгая ночь подходит к концу (Hamlet, oder die lange Nacht nimmt ein Ende, 1956, роман)

## Признание
В 1978 году, когда исполнилось сто лет со дня рождения Дёблина, Немецкий литературный архив в Марбахе устроил посвящённую ему большую выставку. Гюнтер Грасс учредил премию Альфреда Дёблина для молодых писателей. В 1979 году режиссёр Фассбиндер снял многосерийный телефильм «Берлин, Александерплац». Всё это вернуло массовый интерес к писателю и его книгам.
В 2001 на Александерплац построен дом Альфреда Дёблина (Alfred Döblin Haus), архитектор — Сергей Чобан.

## Публикации на русском языке
- Берлин — Александрплац. — М., 1932 (Переиздание: М: Ладомир; Наука, 2011).
- Пощады нет / Пер. И. Горкиной. — М.: Художественная литература, 1937.
- Берлин, Александерплац. — М.: Гослитиздат, 1961.
- Гамлет, или Долгая ночь подходит к концу. — М.: Художественная литература, 1983 (Переиздание: М.: Просодия, 2002).
- Берлин, Александерплац. — СПб.: Амфора, 2000.
- Подруги-отравительницы. — Тверь: Митин журнал; Kolonna publications, 2006.
- Три прыжка Ван Луня / Пер. Т. Баскаковой. — Тверь: Митин журнал; Kolonna publications, 2006.
- Горы моря и гиганты / Пер. Т. Баскаковой. — СПб., Издательство Ивана Лимбаха, 2011.